# Radio Venus
A Radio Venus é uma estação de rádio do Paraguai, sediada em Assunção. Sua frequência FM é 105.1.